# Torre del Puig de Miravent
La Torre del Puig de Miravent) és una fortificació medieval del terme comunal d'Argelers de la Marenda, de la comarca del Rosselló (Catalunya Nord).
Està situada en el sector oriental del terme, cosa d'un quilòmetre al sud de la propietat anomenada Château Valmy, al cim d'un turó que destaca en el paisatge.

## Història
El 981 està documentat el Puig Vigia, en un precepte del rei Lotari. Sens dubte, cap relacionar aquest puig amb el Puig de Miravent, també denominat Puig Ventós en altres èpoques.

## Arquitectura
Al cim del turó hi ha les restes d'una torre de planta rodona, que es conserven fins a una alçada d'1,5 m. Les parets tenen un gruix d'1,2 m, i el diàmetre interior és de 3,9. Era feta amb pedres del lloc, sense treballar, relligades amb una argamassa molt dura.
Els anys setanta del segle XX s'hi feren excavacions sense cap rigor, i el material trobat ha desaparegut, i no se'n va fer cap mena d'estudi. Les restes trobades són datables a l'alta edat mitjana, i s'han donat almenys dues interpretacions: un molí de vent i una torre de defensa.
Una mica al sud, en un nivell inferior i damunt d'un roc es troba un segon edifici, també altmedieval. És un edifici rectangular irregular, ja que segueix la forma de la roca, de 8,5 m de llarg per 3,5 d'ample. Els murs fan 0,8 de gruix. L'aparell i la tècnica constructiva és similar al de la torre. Té la volta enfonsada, però les parets arriben als 4 metres d'alçària.